# UDFj-39546284
UDFj-39546284 – obiekt astronomiczny odkryty przez Kosmiczny Teleskop Hubble’a, jedna z najbardziej odległych znanych galaktyk, oddalona o około 13,3 miliardów lat świetlnych od Ziemi. Jest położona w gwiazdozbiorze Pieca, a jej przesunięcie ku czerwieni wynosi 11,9.
Galaktyka została odkryta przez Kosmiczny Teleskop Hubble’a w ultragłębokim przeglądzie nieba.
Jest około sto razy mniejsza niż Droga Mleczna i należy do grupy pierwszych galaktyk rozjaśniających i jonizujących Wszechświat po kosmologicznej epoce Wieków Ciemnych. W chwili odkrycia była najstarszą i najodleglejszą odkrytą galaktyką, jest jedynie o 380 mln lat młodsza od Wszechświata, który liczy sobie ok. 13,8 mld lat.
Początkowo sądzono, że jej przesunięcie ku czerwieni wynosiło z=10,3, dodatkowe obserwacje wykazały, że położona jest ona jeszcze dalej niż wcześniej sądzono i oddalona jest o około 13,3 miliardów lat świetlnych od Ziemi, z=11,9.
Jednocześnie istnieje pewne prawdopodobieństwo, że obiekt ten jest położony sporo bliżej, a jego przesunięcie ku czerwieni wynosi pomiędzy 2 a 3. Byłby to wówczas nieznany dotąd typ galaktyki o ekstremalnych liniach spektralnych. Tej hipotezy nie można wykluczyć dopóki nie zostanie zbadane widmo tej galaktyki, co będzie możliwe dopiero po wystrzeleniu Kosmicznego Teleskopu Jamesa Webba, co planowane jest na 2018 rok.